# Вертолётоносцы проекта 10200
Проект 10200 «Халзан» — нереализованный проект советского противолодочного вертолётоносца. Разрабатывался ЦКБ «Черноморсудпроект».

## История проекта
В 1973—1974 годах организациями ВМФ и промышленности с участием ЦНИИ имени академика А. Н. Крылова была выполнена научно-исследовательская работа, посвященная обоснованию построения комплексной противолодочной системы (КПЛС). Для обеспечения функционирования КПЛС, в число намечаемых к созданию сил и средств в научно-исследовательской работе, было предложено включить вспомогательные вертолётоносцы — носители противолодочных вертолётов.
Предполагалось, что такие корабли должны будут обеспечивать широкое участие вертолётов в освещении подводной обстановки, поиске подводных лодок, слежении за ними в мирное время и их уничтожении с началом боевых действий.
Эта идея нашла воплощение в подготовленном в 1977 году тактико-техническом задании ВМФ на разработку проекта 10200 (шифр «Халзан») противолодочного вертолётоносца на базе быстроходного крупнотоннажного судна с горизонтальной грузообработкой (ролкера) проекта 1609 типа «Капитан Смирнов».
Разработка проекта 10200 была поручена ЦКБ «Черноморсудпроект» (г. Николаев). Главным конструктором был назначен Ю. Т. Каменецкий. Эскизный проект был завершен в конце 1977 года. В нём были рассмотрены несколько вариантов: 2 из них предусматривали создание кораблей, обеспечивающих базирование 28-30 вертолётов и оснащённых перспективными или существующими комплексами вооружения, а два других являлись мобилизационными вариантами переоборудования уже построенных судов, с возможностью базирования до 12 вертолётов. Полное водоизмещение корабля во всех проектах составляло 30000 тонн. В результате, был утвержден вариант проекта с 30 вертолётами типа Ка-27, с доработкой по снижению уровня физических полей, в том числе акустического, а также внедрение улучшений по остойчивости и непотопляемости. Кроме того, в целях повышения боевой устойчивости было рекомендовано предусмотреть в проекте резервы на обеспечение базирования перспективных истребителей вертикального взлёта и посадки Як-41. По проекту было дано положительное заключение 1-м институтом ВМФ.

## Конструкция
Подразумевалось, что корабли серии будут иметь авианосную архитектуру: свободную полётную палубу, со сдвинутой к правому борту надстройкой, в которой также находился верхний ангар вмещающий 6 вертолётов. В подпалубном ангаре, обслуживаемом двумя подъёмниками — до 22 вертолётов.
Поскольку в 1980-е годы велось активное строительство авианесущих крейсеров проекта 1143, и единственный стапель на котором мог быть построен «Халзан» был занят, то было принято решение строить «Халзан» только при наличие второго свободного стапеля на ЧСЗ. Таким образом проект 10200 «Халзан» был сначала отсрочен, а потом и вовсе закрыт, уступив место авианесущим крейсерам проекта 1143.